# Museu de Baçorá
Museu de Baçorá é um museu de história localizado na cidade iraquiana de Baçorá.
Inaugurado em setembro de 2016, seu acervo conta com artefatos de mais de 2 mil anos de idade, pois o Iraque é um dos berços da civilização e já abrigou grandes impérios em períodos históricos da humanidade, como o babilônico, assírio, sumério e o islâmico.
O prédio do museu é o antigo "Palácio do Lago", uma das 100 residencias que o ditador Saddam Hussein possuía. A edificação é num estilo falso rococó e sua porta principal é constituído de puro aço e já sofreu ataques de bomba na ocupação do Iraque por tropas aliadas na década de 2000.